# Curvularia unicolorospora
Curvularia unicolorospora är en svampart som beskrevs av J.M. Yen 1980. Curvularia unicolorospora ingår i släktet Curvularia och familjen Pleosporaceae.   Inga underarter finns listade i Catalogue of Life.